# Licas

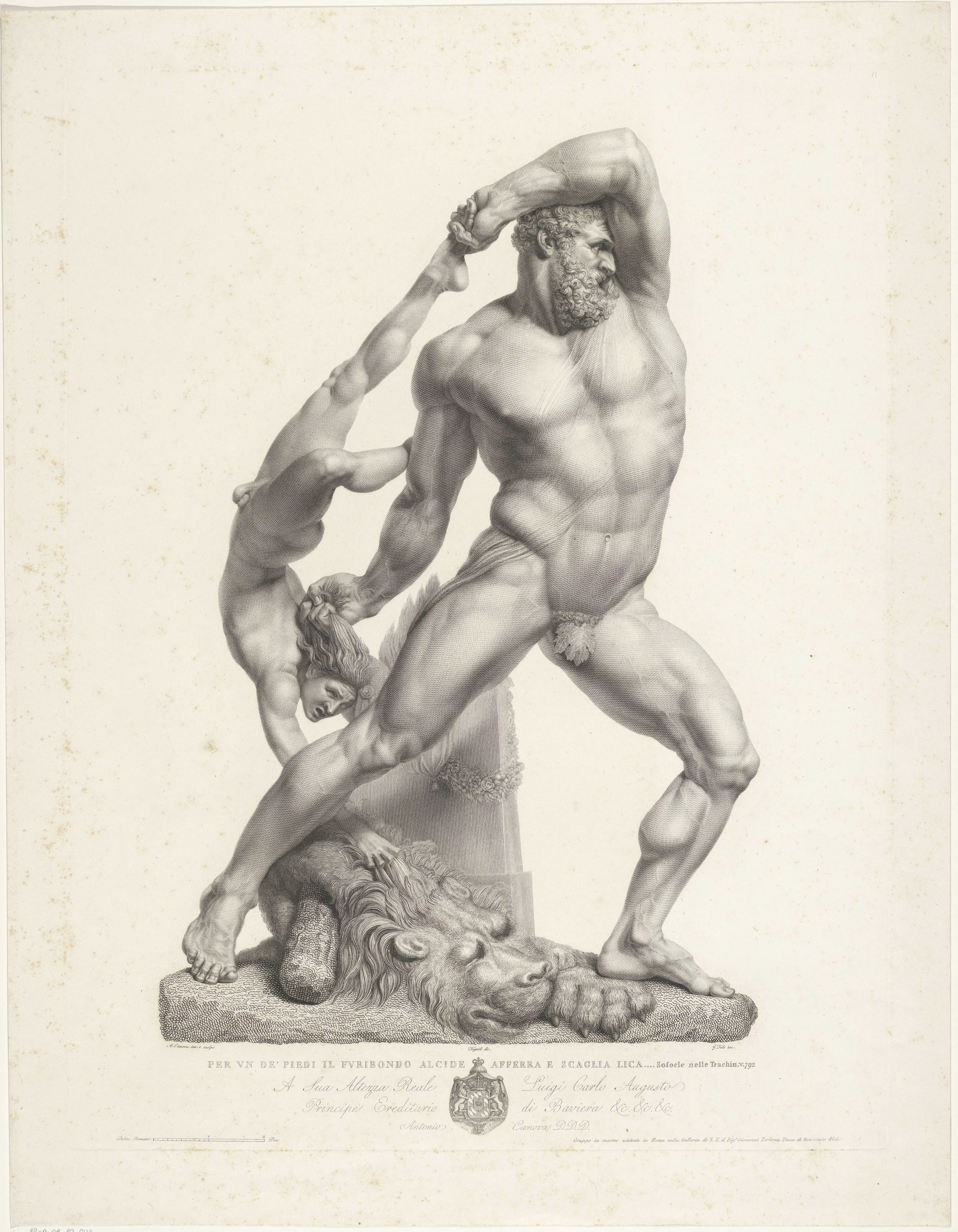
Esculturas de Hércules e Lichas de Antonio Canova (título da série).

Licas, na mitologia grega, era um servo de Hércules, levou até o herói a túnica que sua esposa lhe remetera, sem saber que era envenenada. Nem por isso deixou de ser punido: Hércules matou-o, jogando-o para o alto. Terminou convertido em uma montanha.[carece de fontes?].